# Marian Pawlak
Marian Zdzisław Pawlak (ur. w 10 lipca 1935 w Nowinach, zm. 26 grudnia 2016 w Bydgoszczy) – polski historyk, prof. dr hab.

## Życiorys

### Wczesne lata
Urodził się w rodzinie rolników Konstantego i Anny z Raczkowskich. W 1942 Pawlakowie zostali przesiedleni do wsi Kolonia Borzymie, w 1944 zamieszkali w folwarku Borzymie, po wojnie powrócili do Nowin.
W 1955 ukończył I Liceum Ogólnokształcące im. Ziemi Kujawskiej we Włocławku i rozpoczął studia na Uniwersytecie Mikołaja Kopernika w Toruniu. Jako student ostatniego roku, od 25 marca do 30 czerwca 1960 pracował jako bibliotekarz w Książnicy Miejskiej w Toruniu. 29 czerwca 1960 obronił pracę pt. Jan Henryk Dąbrowski, szkic biograficzny 1795-1818, pisaną pod kierunkiem prof. Jadwigi Lechickiej, uzyskując tytuł zawodowy magistra.
Od 16 sierpnia 1960 do 31 sierpnia 1961 pracował jako nauczyciel w Zasadniczej Szkole Zawodowej w Lipnie. Jednym z jego uczniów był Lech Wałęsa.

### Na Uniwersytecie Mikołaja Kopernika w Toruniu
W styczniu 1961 został asystentem prof. Jadwigi Lechickiej na Uniwersytecie Mikołaja Kopernika w Toruniu, 1 marca 1961 rozpoczął pracę jako asystent w Zakładzie Historii Powszechnej i Polski XVI–XVIII w. w Instytucie Historii i Archiwistyki UMK w Toruniu. 1 maja 1963 roku został awansowany na starszego asystenta. Po obronie dysertacji doktoranckiej, 1 grudnia 1969 roku awansował na adiunkta. W tym charakterze pracował do 30 września 1989. W roku akademickim 1989/90 pracował na pół etatu w Zakładzie Historii Oświaty i Wychowania Instytutu Pedagogiki i Psychologii UMK. W latach 1975–1981 był Przewodniczącym Rady Oddziału Związku Nauczycielstwa Polskiego Wydziału Humanistycznego UMK w Toruniu. Od 1 października 1984 do 30 czerwca 1989 był Kierownikiem Podyplomowego Studium Historii na tymże Uniwersytecie.
24 czerwca 1969 obronił pracę doktorską pt. Dzieje Gimnazjum Elbląskiego w latach 1535–1772, pisaną najpierw pod kierunkiem Jadwigi Lechickiej, a po jej śmierci prof. Jerzego Wojtowicza. 6 czerwca 1988 po obronie pracy pt. Studia uniwersyteckie młodzieży z Prus Królewskich w XVI–XVIII wieku uzyskał stopień doktora habilitowanego nauk humanistycznych w specjalności historii nowożytnej Polski, oświaty i wychowania.

### Na Uniwersytecie Kazimierza Wielkiego w Bydgoszczy
1 lipca 1989 roku został zatrudniony na pół etatu jako kierownik Zakładu Historii Nowożytnej w Instytucie Historii, późniejszym Instytucie Historii i Stosunków Międzynarodowych na Wydziale Humanistycznym Wyższej Szkoły Pedagogicznej w Bydgoszczy. 1 września tego roku został zatrudniony na pełny etat. Do 30 września 1989 pracował jako adiunkt. Od 1 października 1989 do 31 sierpnia 1990 był docentem. 1 września 1990 został profesorem nadzwyczajnym WSP. W tym czasie był jednym z organizatorów kierunku historycznego tej uczelni. 22 sierpnia 1995 na wniosek Rady Naukowej Instytutu Historii Uniwersytetu Gdańskiego otrzymał tytuł profesora zwyczajnego. Nominację wręczył mu ówczesny Prezydent RP, a jego były uczeń Lech Wałęsa. Został zatrudniony jako profesor 1 maja 1999. W latach 1990–1993, 1993-1996 i od 1 września 1999 do 31 sierpnia 2002 sprawował funkcję prodziekana spraw studiów zaocznych i nauki Wydziału Humanistycznego WSP, później Uniwersytetu Kazimierza Wielkiego w Bydgoszczy. 30 września 2005 przeszedł na emeryturę. W roku akademickim 2005/06 pracował na 1/3 etatu.
Jego staraniem uczelnia uzyskała prawo do nadawania stopnia doktora w zakresie historii i literaturoznawstwa oraz doktora habilitowanego z zakresu historii. Współorganizował też tworzenie kolejnych kierunków na Wydziale Humanistycznym WSP-UKW, tj. administracji, anglistyki, germanistyki i politologii. Przygotowywał wniosek do Komitetu Badań Naukowych o przyznanie Wydziałowi Humanistycznemu uczelni III kategorii naukowej. Był też pomysłodawcą nadania uczelni imienia króla Kazimierza Wielkiego.

### Ostatnie lata
Od 1 października 2005 do 31 maja 2013 pracował jako profesor zwyczajny w Kujawsko-Pomorskiej Wyższej Szkole w Bydgoszczy. Od 1 listopada 2006 do 30 września 2011 był kierownikiem Zakładu Podstaw Edukacji Wydziału Pedagogicznego tej uczelni. Od 1 grudnia 2011 do 9 stycznia 2012 był pełniącym obowiązki dziekania, a od 10 stycznia do 31 sierpnia 2012 roku był dziekanem Wydziału Humanistycznego KPWS.
Był również wykładowcą Wyższej Szkole Technicznej i Humanistycznej Kadry dla Europy w Poznaniu.
Zmarł 26 grudnia 2016 roku. 29 grudnia spoczął na cmentarzu św. Antoniego w Toruniu.

### Życie prywatne
7 października 1967 poślubił Różę Łukaszewicz. Jego syn Przemysław (ur. 1968) jest absolwentem Uniwersytetu Mikołaja Kopernika w Toruniu.

## Dorobek naukowy
W obszarze zainteresowań prof. Mariana Pawlaka leżała historia Polski od XVI do XVIII wieku, historia oświaty i wychowania, historia oświaty na Kujawach i Pomorzu w epoce staropolskiej oraz historia regionalna. Jest autorem przeszło 200 publikacji i 9 książek, oraz współautorem i redaktorem kolejnych ośmiu książek w tym zakresie. Był autorem biogramów publikowanych w Polskim słowniku biograficznym, Włocławskim słowniku biograficznym i wydawnictwach okolicznościowych.
Był specjalistą w zakresie badań nad dalszą nauką w szkołach wyższych absolwentów gimnazjów z Pomorza Nadwiślańskiego w czasach nowożytnych. Wypromował przeszło 200 magistrów i sześciu doktorów. Recenzował 6 prac habilitacyjnych i 13 prac doktorskich. Był też recenzentem projektów Komitetu Badań Naukowych oraz w postępowaniach o nadanie tytułu profesora.
Współtworzył kolegium redakcyjne czasopism: Przegląd Regionalny, Universitas Gedanensis, Zapiski Kujawsko-Dobrzyńskie, półrocznika Pomorskiego Towarzystwa Filozoficzno-Teologicznego i wydawnictw Uniwersytetu Kazimierza Wielkiego w Bydgoszczy. Był członkiem Polskiego Towarzystwa Historycznego (od 162), Stowarzyszenia Autorów Polskich (od 1989) i Polskiego Towarzystwa Badań nad Wiekiem Osiemnastym (1995-2015) oraz Towarzystwa Naukowego w Toruniu (od 1964), Olsztynie (od 1969), we Włocławku (od 1985), Gdańsku (od 1998) i Bydgoszczy. Brał udział w pracach Klubu Inteligencji Katolickiej w Toruniu. W latach 1984–88 kierował sekcją samokształceniową tej organizacji. W latach 1984–85 był II prezesem, a w latach 1986-1989 sekretarzem KIK. Należał też do Regionalnej Rady Ochrony Środowiska Kulturowego Pomorza Nadwiślańskiego. Od 1992 do 1998 był przewodniczącym tej organizacji oraz przewodniczącym wojewódzkiej komisji kwalifikacyjnej do spraw stopni specjalizacji zawodowej.

### Publikacje naukowe
- Dzieje Gimnazjum Elbląskiego w latach 1535–1772 (Olsztyn, 1972)
- Z dziejów świetności Gimnazjum Elbląskiego w epoce Odrodzenia i Baroku (Gdańsk, 1985)
- Studia uniwersyteckie młodzieży z Prus Królewskich XVI–XVIII w. (Toruń, 1988)
- Reformacja i kontrreformacja w Elblągu w XVI–XVIII w. (Bydgoszcz, 1994)
- Dawne włocławskie gimnazja: w latach 1876–1939 (Bydgoszcz, 1998)
- Dzieje administracji w Polsce: materiały pomocnicze do nauczania historii administracji w Polsce (Bydgoszcz, 2005)
- Szkoły parafialne na Kujawach w epoce staropolskiej (Bydgoszcz, 2005)
- Zarys dziejów oświaty. Skrypt (Bydgoszcz, 2007)
- Dzieje Szkoły Podstawowej w Nowinach w latach 1927-2010 (Bydgoszcz, 2011)[5]

## Odznaczenia i nagrody
- Złoty Krzyż Zasługi (1981)[2][5]
- Nagroda II Stopnia Ministerstwa Edukacji Narodowej (1989)[5]
- Medal Komisji Edukacji Narodowej (1997)[5]
- Krzyż Kawalerski Orderu Odrodzenia Polski (2000)[1][5]
- Medal Pamiątkowy Uniwersytetu Kazimierza Wielkiego w Bydgoszczy (2011)[5]